# Arnage
 Arnage  es una población y comuna francesa, situada en la región de Países del Loira, departamento de Sarthe, en el distrito de Le Mans y cantón de Le Mans-Sud-Ouest.

## Demografía
| 2301 | 3315 | 3697 | 5004 | 5367 | 5600 | 5565 | 5131 |
| Para los censos de 1962 a 1999 la población legal corresponde a la población sin duplicidades (Fuente: INSEE [Consultar]) |      |      |      |      |      |      |      |